# Cosmiophaena impar
Cosmiophaena impar är en skalbaggsart som beskrevs av Hippolyte Louis Gory och Achille Rémy Percheron 1833. Cosmiophaena impar ingår i släktet Cosmiophaena och familjen Cetoniidae. Inga underarter finns listade i Catalogue of Life.